# Мирное (Василевский сельский совет)
Мирное (укр. Мирне) — посёлок,
Василевский сельский совет,
Лебединский район,
Сумская область,
Украина.
Код КОАТУУ — 5922981602. Население по переписи 2001 года составляло 86 человек .

## Географическое положение
Посёлок Мирное находится в 3-х км от реки Грунь.
На расстоянии в 1,5 км расположено село Василевка.
По селу протекает пересыхающий ручей с запрудой.